# Rechts-Grüne Volkspartei
Die Hægri grænir, flokkur fólksins (deutsch: Rechts-Grüne Volkspartei, kurz HG, Parteibuchstabe G) war eine Kleinpartei in Island, die von 2010 bis Anfang 2016 bestand. Die Partei bezeichnete sich als libertär und lehnte ihre Ideologie an die des US-amerikanischen Präsidentschaftsbewerbers Ron Paul an. Gründer und Parteivorsitzender bis 2013 war Guðmundur Franklín Jónsson.

## Geschichte
Gegründet wurde die Partei am 17. Juni 2010 unter der Federführung von Guðmundur Franklín Jónsson. Bei ihrem erstmaligen Antritt zur Parlamentswahl 2013 erreichte die Partei rund 1,7 Prozent der Stimmen, womit sie keinen Sitz im Nationalparlament erhielt. Seit 2014 war Helgi Helgason Parteivorsitzender.
Am 27. Februar 2016 wurde die Rechts-Grüne Volkspartei aufgelöst und in die kurz zuvor gegründete Partei Íslenska Þjóðfylkingin (etwa: Isländische Nationalfront) integriert, deren Vorsitzender ebenfalls Helgi Helgason war.

## Programm
In ihrem Programm setzte sich die Partei unter anderem für folgendes ein:
- Abschaffung der Stempelsteuer
- neue Hypotheken nach dem dänischen Modell
- Erhaltung des Systems des sozialen Wohnungsbaus für die Zukunft
- Vereinfachung des Steuersystems und ein einfacher Steuersatz von 20 Prozent auf Gewinne, sowie auf die Mehrwertsteuer
- Abschaffung der Zölle und Verbrauchsteuern
- Trennung von Geschäfts- und Investmentbanking
- Förderung und Stärkung des Tourismus
- Liberalisierung des Kapitalverkehrs
- Senkung des Wahlalters auf 17 Jahre